# ESL One New York 2018
Die ESL One New York 2018 war ein von der ESL veranstaltetes Counter-Strike: Global Offensive-Turnier, welches vom 26. September 2018 bis 30. September 2018 im Barclays Center in New York stattfand. Die acht teilnehmenden Teams spielten um insgesamt 250.000 $ Preisgeld. Sieger des Turniers war mousesports. Das Turnier war Teil des Intel Grand Slams. Zudem fand zeitgleich das Finale der MSI Gaming Area (MGA) statt, bei welchem das kasachische Team AVANGAR den Titel holte.

## Format
Die acht teilnehmenden Teams wurden gemäß der Weltrangliste in zwei Gruppen eingeteilt. Die Gruppenphase wird in einem Double-Elimination-System gespielt, wobei alle Spiele Best-of-three Spiele sein werden. Die zwei besten Teams jeder Gruppe werden in die Play-offs aufsteigen, die im üblichen Single-Elimination-System gespielt werden. Die Semi-Finale werden durch Best-of-three-Spiele entschieden, der Sieger wird im großen Finale durch ein Best-of-five-Spiel bestimmt.

## Gruppen

### Gruppe A
- Natus Vincere (Invite)
- mousesports (Invite)
- fnatic (Invite)
- Gambit Gaming (Europe Qualifier)

### Gruppe B
- FaZe Clan (Invite)
- Team Liquid (Invite)
- G2 Esports  (Invite)
- NRG Esports (North American Qualifier)

### Line-Ups der Teilnehmer
In der folgenden Tabelle sind die Line-ups dargestellt, mit welchen die Teams antreten.
| Natus Vincere                | mousesports                   | fnatic                        | Gambit Gaming              |
| ---------------------------- | ----------------------------- | ----------------------------- | -------------------------- |
| Oleksandr „s1mple“ Kostyljew | Tomáš „oskar“ Šťastný         | Jesper „JW“ Wecksell          | Mikhail „Dosia“ Stolyarov  |
| Ioann „Edward“ Sucharjew     | Janusz „Snax“ Pogorzelski     | Freddy „KRiMZ“ Johansson      | Dauren „AdreN“ Kystaubayev |
| Danylo „Zeus“ Teslenko       | Chris „chrisJ“ de Jong        | Richard „Xizt“ Landström      | Rustem „mou“ Telepow       |
| Denis „electronic“ Scharipow | Robin „ropz“ Kool             | William „draken“ Sundin       | Abai „HObbit“ Chassenow    |
| Jegor „flamie“ Wassiljew     | Miikka „suNny“ Kemppi         | Adil „ScreaM“ Benrlitom       | Nikolay „mir“ Bityukov     |
| FaZe Clan                    | Team Liquid                   | G2 Esports                    | NRG Esports                |
| Finn „Karrigan“ Andersen     | Nick „nitr0“ Cannella         | Alexandre „bodyy“ Pianaro     | Jacob „FugLy“ Medina       |
| Olof „Olofmeister“ Kajbjer   | Russel „Twistzz“ Van Dulken   | Kenny „kennyS“ Schrub         | Damian „daps“ Steele       |
| Ladislav „GuardiaN“ Kovács   | Jonathan „EliGE-“ Jablonowski | Richard „shox“ Papillon       | Vincent „Brehze“ Cayonte   |
| Nikola „NiKo“ Kovač          | Keith „NAF“ Markovic          | Edouard „SmithZz“ Dubourdeaux | Ethan „nahtE“ Arnold       |
| Håvard „rain“ Nygaard        | Epitacio „TACO“ de Melo       | Kevin „Ex6TenZ“ Droolans      | Cvetelin „CeRq“ Dimitrov   |

## Turnierverlauf

### Gruppenphase

#### Gruppe A
| Modus #Spiel | Team 1        | – | Team 2        | Ergebnis | Map  |
| ------------ | ------------- | - | ------------- | -------- | ---- |
| BO3 #1       | Natus Vincere | – | Gambit Gaming | 4:16     | nuke |
| BO3 #2       | Natus Vincere | – | Gambit Gaming | 16:11    | inf  |
| BO3 #3       | Natus Vincere | – | Gambit Gaming | 10:16    | ovp  |
| BO3 #1       | fnatic        | – | mousesports   | 16:12    | inf  |
| BO3 #2       | fnatic        | – | mousesports   | 16:19    | trn  |
| BO3 #3       | fnatic        | – | mousesports   | 3:16     | mrg  |
| BO3 #1       | Natus Vincere | – | fnatic        | 16:7     | inf  |
| BO3 #2       | Natus Vincere | – | fnatic        | 16:8     | trn  |
| BO3 #1       | Gambit Gaming | – | mousesports   | 16:11    | trn  |
| BO3 #2       | Gambit Gaming | – | mousesports   | 11:16    | d2   |
| BO3 #3       | Gambit Gaming | – | mousesports   | 6:16     | nuke |
| BO3 #1       | Natus Vincere | – | Gambit Gaming | 11:16    | nuke |
| BO3 #2       | Natus Vincere | – | Gambit Gaming | 14:16    | inf  |

| Eröffnungsspiele   | Eröffnungsspiele | Eröffnungsspiele | Eröffnungsspiele |
| ------------------ | ---------------- | ---------------- | ---------------- |
| NaVi               | 1                | 2                | Gambit           |
| fnatic             | 1                | 2                | mouz             |
| Eliminierungsspiel |                  |                  |                  |
| NaVi               | 2                | 0                | fnatic           |
| Gewinnerspiel      |                  |                  |                  |
| Gambit             | 1                | 2                | mouz             |
| Entscheidungsspiel |                  |                  |                  |
| NaVi               | 0                | 2                | Gambit           |

#### Gruppe B
| Modus #Spiel | Team 1      | – | Team 2      | Ergebnis | Map |
| ------------ | ----------- | - | ----------- | -------- | --- |
| BO3 #1       | FaZe Clan   | – | G2 Esports  | 13:16    | inf |
| BO3 #2       | FaZe Clan   | – | G2 Esports  | 16:5     | mrg |
| BO3 #3       | FaZe Clan   | – | G2 Esports  | 14:16    | cch |
| BO3 #1       | Team Liquid | – | NRG Esports | 17:19    | ovp |
| BO3#2        | Team Liquid | – | NRG Esports | 16:10    | d2  |
| BO3#3        | Team Liquid | – | NRG Esports | 4:16     | mrg |
| BO3 #1       | FaZe Clan   | – | NRG Esports | 17:19    | inf |
| BO3 #2       | FaZe Clan   | – | NRG Esports | 9:16     | mrg |
| BO3 #1       | G2 Esports  | – | Team Liquid | 5:16     | cch |
| BO3 #2       | G2 Esports  | – | Team Liquid | 13:16    | inf |
| BO3 #1       | NRG Esports | – | G2 Esports  | 19:16    | cch |
| BO3 #2       | NRG Esports | – | G2 Esports  | 16:11    | ovp |

| Eröffnungsspiele   | Eröffnungsspiele | Eröffnungsspiele | Eröffnungsspiele |
| ------------------ | ---------------- | ---------------- | ---------------- |
| FaZe               | 1                | 2                | G2               |
| Liquid             | 2                | 1                | NRG              |
| Eliminierungsspiel |                  |                  |                  |
| FaZe               | 0                | 2                | NRG              |
| Gewinnerspiel      |                  |                  |                  |
| G2                 | 0                | 2                | Liquid           |
| Entscheidungsspiel |                  |                  |                  |
| NRG                | 2                | 0                | G2               |

### Playoffs
| Runde      | Modus #Spiel | Team 1        | - | Team 2      | Ergebnis | Map  |
| ---------- | ------------ | ------------- | - | ----------- | -------- | ---- |
| Semifinale | BO3 #1       | mousesports   | – | NRG Esports | 16:12    | inf  |
| Semifinale | BO3 #2       | mousesports   | – | NRG Esports | 16:11    | nuke |
| Semifinale | BO3 #1       | Gambit Gaming | – | Team Liquid | 6:16     | nuke |
| Semifinale | BO3 #2       | Gambit Gaming | – | Team Liquid | 3:16     | inf  |
| Finale     | BO5 #1       | mousesports   | – | Team Liquid | 16:12    | cch  |
| Finale     | BO5 #2       | mousesports   | – | Team Liquid | 7:16     | nuke |
| Finale     | BO5 #3       | mousesports   | – | Team Liquid | 10:16    | inf  |
| Finale     | BO5 #4       | mousesports   | – | Team Liquid | 19:17    | d2   |
| Finale     | BO5 #5       | mousesports   | – | Team Liquid | 16:8     | mrg  |

|  | Halbfinale         | Halbfinale         | Halbfinale  | Halbfinale | Halbfinale |                   |             | Finale | Finale        | Finale | Finale | Finale | Finale | Finale |
|  |                    |                    |             |            |            |                   |             |        |               |        |        |        |        |        |
|  | Europaische Union  | mousesports        | 16          | 16         | –          |                   |             |        |               |        |        |        |        |        |
|  | Vereinigte Staaten | NRG Esports        | 12          | 11         | –          |                   |             |        |               |        |        |        |        |        |
|  | Vereinigte Staaten | NRG Esports        | 12          | 11         | –          | Europaische Union | mousesports | 16     | 7             | 10     | 19     | 16     |        |        |
|  |                    |                    |             |            |            | Europaische Union | mousesports | 16     | 7             | 10     | 19     | 16     |        |        |
|  |                    | Vereinigte Staaten | Team Liquid | 12         | 16         | 16                | 17          | 8      |               |        |        |        |        |        |
|  | Kasachstan         | Vereinigte Staaten | Team Liquid | 12         | 16         | 16                | 17          | 8      | Gambit Gaming | 6      | 3      | –      |        |        |
|  | Kasachstan         |                    |             |            |            |                   |             |        | Gambit Gaming | 6      | 3      | –      |        |        |
|  | Vereinigte Staaten | Team Liquid        | 16          | 16         | –          |                   |             |        |               |        |        |        |        |        |

## Tabelle & Preisgeld
| Final Standings | Final Standings     | Final Standings |
| Platz           | Preisgeld (in US-$) | Team            |
| --------------- | ------------------- | --------------- |
| 1.              | 125.000             | mousesports     |
| 2.              | 50.000              | Team Liquid     |
| 3. – 4.         | 25.000              | Gambit Gaming   |
| 3. – 4.         | 25.000              | NRG Esports     |
| 5. – 6.         | 5.500               | G2 Esports      |
| 5. – 6.         | 5.500               | Natus Vincere   |
| 7. – 8.         | 4.000               | FaZe Clan       |
| 7. – 8.         | 4.000               | fnatic          |

## Berichterstattung
Der englische Stream des Turniers wurde exklusiv auf Facebook übertragen. Wie schon bei anderen Turnieren zuvor, erreichten daher Streams in anderen Sprachen, die etwa auf Twitch übertragen wurden, deutlich höhere Zuschauerzahlen.
- Bühnen-Moderator:  OJ Borg

- Moderator:  Tres „Stunna“ Saranthus

- Experte:  Chad „SPUNJ“ Burchill
- Experte:  Mathieu „maniac“ Quiquerez
- Experte:  Duncan „Thorin“ Shields

- Kommentator:  Henry „HenryG“ Greer
- Kommentator:  Matthew „Sadokist“ Trivett
- Kommentator:  Alex „Machine“ Richardson
- Kommentator:  Lauren „Pansy“ Scott
- Kommentator (Ersatz):  Jack „Jacky“ Peters
- Kommentator (Ersatz):  Alex „Snodz“ Byfield
- Oberserver:  Alex „Rushly“ Rush
- Oberserver:  Patricia „Patricia“ von Halle

## MGA Finals

### Teilnehmer
- compLexity (NA Qualifier)
- eUnited (NA Qualifier)
- AVANGAR (GUS Qualifier)
- Movistar Riders (EU Qualifier)

### Turnierverlauf
|  | Viertelfinale      | Viertelfinale      | Viertelfinale |                    |                 | Halbfinale  | Halbfinale     | Halbfinale     |                |  | Finale | Finale | Finale | Finale |
|  |                    |                    |               |                    |                 |             |                |                |                |  |        |        |        |        |
|  | Vereinigte Staaten | compLexity         | 25            |                    |                 | Siegerrunde | Siegerrunde    | Siegerrunde    |                |  |        |        |        |        |
|  | Spanien            | Movistar Riders    | 23            |                    |                 | Siegerrunde | Siegerrunde    | Siegerrunde    |                |  |        |        |        |        |
|  | Spanien            | Movistar Riders    | 23            | Vereinigte Staaten | compLexity      | 22          |                |                |                |  |        |        |        |        |
|  |                    |                    |               | Vereinigte Staaten | compLexity      | 22          |                |                |                |  |        |        |        |        |
|  |                    | Vereinigte Staaten | eUnited       | 20                 |                 |             |                |                |                |  |        |        |        |        |
|  | Kasachstan         | Vereinigte Staaten | eUnited       | 20                 | AVANGAR         | 9           |                |                |                |  |        |        |        |        |
|  | Kasachstan         |                    |               |                    | AVANGAR         | 9           |                |                |                |  |        |        |        |        |
|  | Vereinigte Staaten | eUnited            | 16            |                    |                 |             |                |                |                |  |        |        |        |        |
|  | Vereinigte Staaten | eUnited            | 16            | Vereinigte Staaten | compLexity      | 9           |                |                |                |  |        |        |        |        |
|  |                    |                    |               | Vereinigte Staaten | compLexity      | 9           |                |                |                |  |        |        |        |        |
|  |                    | Kasachstan         | AVANGAR       | 16                 |                 |             |                |                |                |  |        |        |        |        |
|  | Spanien            | Kasachstan         | AVANGAR       | 16                 | Movistar Riders | 14          | Verliererrunde | Verliererrunde | Verliererrunde |  |        |        |        |        |
|  | Spanien            |                    |               |                    |                 | 14          | Verliererrunde | Verliererrunde | Verliererrunde |  |        |        |        |        |
|  | Kasachstan         | AVANGAR            | 16            |                    |                 |             | Verliererrunde | Verliererrunde | Verliererrunde |  |        |        |        |        |
|  | Kasachstan         | AVANGAR            | 16            | Vereinigte Staaten | eUnited         | 10          |                |                |                |  |        |        |        |        |
|  |                    |                    |               | Vereinigte Staaten | eUnited         | 10          |                |                |                |  |        |        |        |        |
|  |                    |                    | Kasachstan    | AVANGAR            | 16              |             |                |                |                |  |        |        |        |        |

### Tabelle & Preisgeld
| Final Standings | Final Standings     | Final Standings |
| Platz           | Preisgeld (in US-$) | Team            |
| --------------- | ------------------- | --------------- |
| 1.              | 30.000              | AVANGAR         |
| 2.              | 15.000              | compLexity      |
| 3.              | 10.000              | eUnited         |
| 4.              | 5.000               | Movistar Riders |